# Kraška jama
Kraška jama je naraven izvotljen prostor pod zemeljskim površjem, ki nastane v  kraškem svetu. Jama nastane kot posledica geoloških procesov, tektonskih premikov, delovanja vode in drugih vplivov na apnenčasto podlago.  
Kraške jame imajo lahko obliko brezna ali so vodoravne.
Brezna so nastala s širitvijo razpok v kraškem svetu. V Sloveniji poznamo tudi zelo globoka brezna. Brezno Čehi 2 v Kaninskem pogorju je globoko 1373 m.
Vodoravne kraške jame so nastale pod vplivom korozije, oblikovale pa so jih tudi podzemne reke (erozija). Glede na prisotnost podzemne reke ločimo vodne jame in suhe jame. Vodoravne jame lahko segajo v več nadstropij.
Kraške jame kot ekosistemi
Kraške jame so nepopoln ekosistem, saj v ekosistemu ni avtotrofih organizmov - zelenih rastlin.

## Skrito življenje
Čeprav so kraške jame med najbolj neprimernimi okolji za razvoj življenjskih oblik, poznamo kar precejšnje število bitij, ki živijo pod zemeljskim površjem. Najbolj znana med njimi je človeška ribica, ki jo omenja že Valvasor. Za širšo javnost je to edino živo bitje v naših jamah, kar pa še zdaleč ni res. Kakor ugotavlja Slovenec Ivan Gams, najplodovitejši pisec knjig o krasu, v Postojnsko-Planinski jami živi kar 168 živalskih vrst, od katerih 37 skoraj izključno tam. Med njimi so na primer slepo postranico, mokrico, zobatega vrbovčka, jamskega trdoživnjaka, pa tudi razne ježke, polže in pajke.